# Классификация акцентуаций
Классифика́ция акцентуа́ций — психологическая типология, разработанная на основе представления об акцентуации (характера, личности).

За время существования понятия «акцентуация» было разработано несколько таких типологий. Первая из них (1968 год) принадлежит автору концепции, Карлу Леонгарду. Следующая, получившая более широкую известность классификация, была разработана Андреем Евгеньевичем Личко (в 1977) и основывалась на классификации психопатий Ганнушкина, выполненной в 1933 году.

## Классификация Леонгарда
Карл Леонгард выделил двенадцать типов акцентуации. По своему происхождению они имеют разную локализацию.
К темпераменту, как природному образованию, Леонгардом были отнесены типы:
- гипертимический — желание деятельности, погоня за переживаниями, оптимизм, ориентированность на удачи;
- дистимический — заторможенность, подчёркивание этических сторон, переживания и опасения, ориентированность на неудачи;
- аффективно-лабильный (при сильной выраженности «циклотимический») — периодическая смена гипертимических и дистимических состояний;
- аффективно-экзальтированный — воодушевление, возвышенные чувства, возведение эмоций в культ;
- тревожный (боязливый) — боязливость, робость, покорность;
- эмотивный — мягкосердечие, боязливость, сострадание.

К характеру, как социально обусловленному образованию, он отнёс типы:
- демонстративный — самоуверенность, тщеславие, хвастовство, ложь, лесть, ориентированность на собственное Я как на эталон; но и умение приспосабливаться к другим (дар «отрекаться» от себя), артистизм;
- педантичный — нерешительность, совестливость; добросовестность, тщательность;[3] ипохондрия, боязнь несоответствия собственного Я идеалам;
- застревающий — подозрительность, обидчивость, тщеславие, переход от подъёма к отчаянию;
- возбудимый — вспыльчивость, тяжеловесность, педантизм, ориентированность на инстинкты.

К личностному уровню были отнесены типы:
- экстравертированный;
- интровертированный.

Стоит обратить внимание на то, что понятия экстраверсии и интроверсии, использованные Леонгардом, ближе всего к представлениям Юнга: экстраверт по Леонгарду — это человек, ориентирующийся на внешние, «объективные» стимулы, восприимчивый к влиянию среды и заинтересованный в нём, в то время как интроверт — ориентирован на свои «субъективные» представления, мало подвержен внешнему влиянию и не заинтересован в нём. Такое понимание экстраверсии и интроверсии не является единственно верным — в психологии существуют и другие описания этих характеристик, например, у Айзенка.

## Классификация Личко

### Астено-невротический
Астено-невротический тип характеризуется повышенной утомляемостью и раздражительностью. Астено-невротические люди склонны к ипохондрии, у них высокая утомляемость при соревновательной деятельности. У них могут наблюдаться внезапные аффективные вспышки по ничтожному поводу, эмоциональный срыв в случае осознания невыполнимости намеченных планов. Они аккуратны и дисциплинированны.

### Гипертимный
Гипертимный (сверхактивный) тип акцентуации выражается в постоянном повышенном настроении (по типу гипертимии) и тонусе, неудержимой активности и жажде общения, в тенденции разбрасываться и не доводить начатое до конца. Люди с гипертимной акцентуацией характера не переносят однообразной обстановки, монотонного труда, одиночества и ограниченности контактов, безделья. Тем не менее, их отличает энергичность, активная жизненная позиция, коммуникабельность, а хорошее настроение мало зависит от обстановки. Люди с гипертимной акцентуацией легко меняют свои увлечения, любят риск.

### Истероидный
У людей с истероидным типом ярко выражен эгоцентризм и жажда быть в центре внимания. Они слабо переносят удары по эгоцентризму, испытывают боязнь разоблачения и боязнь быть осмеянными, а также склонны к демонстративному суициду (парасуициду). Для них характерны упорство, инициативность, коммуникативность и активная позиция. Они выбирают наиболее популярные увлечения, которые легко меняют на ходу.

### Конформный
Конформный тип характеризуется конформностью окружению, такие люди стремятся «думать, как все». Они не переносят крутых перемен, ломки жизненного стереотипа, лишения привычного окружения. Их восприятие крайне ригидно и сильно ограничено их ожиданиями. Люди с данным типом акцентуации дружелюбны, дисциплинированны и неконфликтны. Их увлечения и сексуальная жизнь определяются социальным окружением. Вредные привычки зависят от отношения к ним в ближайшем социальном круге, на который они ориентируются при формировании своих ценностей.

### Лабильный
Лабильный тип акцентуации подразумевает крайне выраженную переменчивость настроения. Люди с лабильной акцентуацией имеют богатую чувственную сферу, они весьма чувствительны к знакам внимания. Слабая сторона их проявляется при эмоциональном отвержении со стороны близких людей, утрате близких и разлуке с теми, к кому они привязаны. Такие индивиды демонстрируют общительность, добродушие, искреннюю привязанность и социальную отзывчивость. Интересуются общением, тянутся к своим сверстникам, довольствуются ролью опекаемого.

### Неустойчивый
Неустойчивый тип акцентуации характера определяет лень, нежелание вести трудовую или учебную деятельность. Данные люди имеют ярко выраженную тягу к развлечениям, праздному времяпрепровождению, безделью. Их идеал — остаться без контроля со стороны и быть предоставленными самим себе. Они общительны, открыты, услужливы. Очень много говорят. Секс для них выступает источником развлечения, сексуальная жизнь начинается рано, чувство любви им зачастую незнакомо. Склонны к потреблению алкоголя и наркотиков.

### Психастенический
Психастенический тип определяет склонность к самоанализу и рефлексии. Психастеники часто колеблются при принятии решений и не переносят высоких требований и груза ответственности за себя и других. Такие субъекты демонстрируют аккуратность и рассудительность, характерной чертой для них является самокритичность и надёжность. У них обычно ровное настроение без резких перемен. В сексе они зачастую опасаются совершить ошибку, но в целом их половая жизнь проходит без особенностей.

### Сенситивный
Люди с сенситивным (сензитивным) типом акцентуации весьма впечатлительны, характеризуются чувством собственной неполноценности, робостью, застенчивостью. Зачастую в подростковом возрасте становятся объектами насмешек. Они легко способны проявлять доброту, спокойствие и взаимопомощь. Их интересы лежат в интеллектуально-эстетической сфере, им важно социальное признание.

### Циклоидный
При циклоидном типе акцентуации характера наблюдается наличие двух фаз — гипертимности и субдепрессии. Они не выражаются резко, обычно кратковременны (1—2 недели) и могут перемежаться длительными перерывами. Человек с циклоидной акцентуацией переживает циклические изменения настроения, когда подавленность сменяется повышенным настроением. При спаде настроения такие люди проявляют повышенную чувствительность к укорам, плохо переносят публичные унижения. Однако они инициативны, жизнерадостны и общительны. Их увлечения носят неустойчивый характер, в период спада проявляется склонность забрасывать дела. Сексуальная жизнь сильно зависит от подъёма и спада их общего состояния. В повышенной, гипертимной фазе такие люди крайне похожи на гипертимов, а в периоды спада — на неустойчивых акцентуантов.

### Шизоидный
Шизоидная акцентуация характеризуется замкнутостью индивида, его отгороженностью от других людей. Шизоидным людям недостаёт интуиции и умения сопереживать. Они тяжело устанавливают эмоциональные контакты. Имеют стабильные и постоянные интересы. Весьма немногословны. Внутренний мир почти всегда закрыт для других и заполнен увлечениями и фантазиями, которые предназначены только для услаждения самого себя. Могут проявлять склонность к употреблению алкоголя, но у них он обычно не вызывает выраженной эйфории. Алкоголь для шизоидов способен играть роль «коммуникативного допинга», то есть облегчать контакты с другими людьми и вселять уверенность.

### Эпилептоидный
Эпилептоидный тип акцентуации характеризуется возбудимостью, напряжённостью и авторитарностью индивида. Человек с данным видом акцентуации склонен к периодам злобно-тоскливого настроения, раздражения с аффективными взрывами, поиску объектов для снятия злости. Мелочная аккуратность, скрупулёзность, дотошное соблюдение всех правил, даже в ущерб делу, допекающий окружающих педантизм обычно рассматриваются как компенсация собственной инертности. Они не переносят неподчинения себе и материальные потери. Впрочем, они тщательны, внимательны к своему здоровью и пунктуальны. Стремятся к доминированию над сверстниками. В интимно-личностной сфере у них ярко выражается ревность. Часты случаи алкогольного опьянения с выплёскиванием гнева и агрессии.

## Сравнительная таблица акцентуаций
Сравнительная таблица типов акцентуации личности и характера:
| Акцентуации личности (К. Леонгард, 1964) | Акцентуации характера (А. Е. Личко, 1977) |
| ---------------------------------------- | ----------------------------------------- |
| Аффективно-лабильный                     | Циклоидный                                |
| Аффективно-экзальтированный              | Лабильный                                 |
| Возбудимый                               |                                           |
| Гипертимический                          | Гипертимный                               |
| Демонстративный                          | Истероидный                               |
| Дистимический                            |                                           |
| Застревающий                             | —                                         |
| Интровертированный                       | Шизоидный                                 |
| Педантичный                              | Эпилептоидный                             |
| Тревожный (боязливый)                    | Психастенический                          |
| Экстравертированный                      | Конформный                                |
| Эмотивный                                | —                                         |
| —                                        | Астено-невротический                      |
| —                                        | Неустойчивый                              |
| —                                        | Сенситивный                               |